# Greenbrier (Tennessee)
Greenbrier es un pueblo ubicado en el condado de Robertson en el estado estadounidense de Tennessee. En el Censo de 2010 tenía una población de 6.433 habitantes y una densidad poblacional de 354,93 personas por km².

## Geografía
Greenbrier se encuentra ubicado en las coordenadas 36°25′34″N 86°47′28″O / 36.42611, -86.79111. Según la Oficina del Censo de los Estados Unidos, Greenbrier tiene una superficie total de 18.12 km², de la cual 18.03 km² corresponden a tierra firme y (0.53%) 0.1 km² es agua.

## Demografía
Según el censo de 2010, había 6.433 personas residiendo en Greenbrier. La densidad de población era de 354,93 hab./km². De los 6.433 habitantes, Greenbrier estaba compuesto por el 96% blancos, el 0.87% eran afroamericanos, el 0.33% eran amerindios, el 0.56% eran asiáticos, el 0% eran isleños del Pacífico, el 0.93% eran de otras razas y el 1.31% pertenecían a dos o más razas. Del total de la población el 2.64% eran hispanos o latinos de cualquier raza.